# William Cavendish (politiker)
William Cavendish, född den 10 januari 1783, död den 15 januari 1812, var son till George Cavendish, 1:e earl av Burlington (1754-1834). Han var parlamentsledamot i brittiska underhuset från 1804 till sin död.
Gift 1807 med Louisa O'Callaghan (död 1863). 

## Barn
- William Cavendish, 7:e hertig av Devonshire (1808-1891); gift 1829 med Lady Blanche Georgiana Howard (1812-1840)
- Lady Fanny Cavendish (1809-1885); gift 1837 med Frederick John Howard (1814-1897)
- Lord George Henry Cavendish (1810-1880); gift 1835 med Lady Louisa Lascelles (d. 1886)
- Lord Richard Cavendish (1812-1873)